# Ira Losco
Ira Losco (Sliema, 31 juli 1981) is een Maltees zangeres.

## Biografie
Losco begon haar muzikale carrière in 1997 als zangeres van een band genaamd Tiara. Ze traden op in clubs in Paceville, de uitgaansbuurt van Malta. Tiara werd tot beste band verkozen op het Studentenfestival van 1999.
In 2000 zette ze haar eerste stappen in de showbusiness als solozangeres. Ze deed mee aan de Maltese voorronde voor het Eurovisiesongfestival met twee liedjes. Dit resulteerde in vele optredens op televisie. Ze speelde een van de hoofdrollen in een Maltese musical genaamd Rita. In 2001 deed ze opnieuw mee aan de voorrondes van het Eurovisiesongfestival. Nu werd ze tweede achter Fabrizio Faniello.
Losco deed aan verschillende festivals mee en werd gekozen tot beste zangeres bij de Malta Music Awards 2001. In 2002 vertegenwoordigde ze Malta op het Eurovisiesongfestival. Ze werd tweede met het lied 7th wonder. Dit was de beste score tot dan toe voor Malta. Deze score werd later evenaard door Chiara in 2005. In 2016 vertegenwoordigde ze Malta wederom, ditmaal met het nummer Walk on water. Met dit lied bereikte Losco de finale, waarin ze dit keer een twaalfde plek behaalde.